# Reyer Venezia 1937-1938
Questa voce raccoglie le informazioni riguardanti la Reyer Venezia nelle competizioni ufficiali della stagione 1937-1938

## Stagione
La Reyer Venezia arrivò al quinto posto su 10 squadre della serie A di pallacanestro.

## Roster
- Leo Pontello
- Giovanbattista Pellegrini
- Conchetto
- Amerigo Penzo
- Colleller
- Cavalleri[1]
- Allenatore: Guido Manzini